# Głuchoślepota

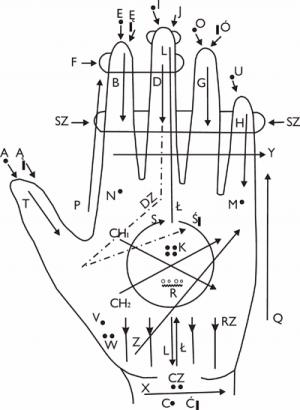
Alfabet Lorma dla języka polskiego.

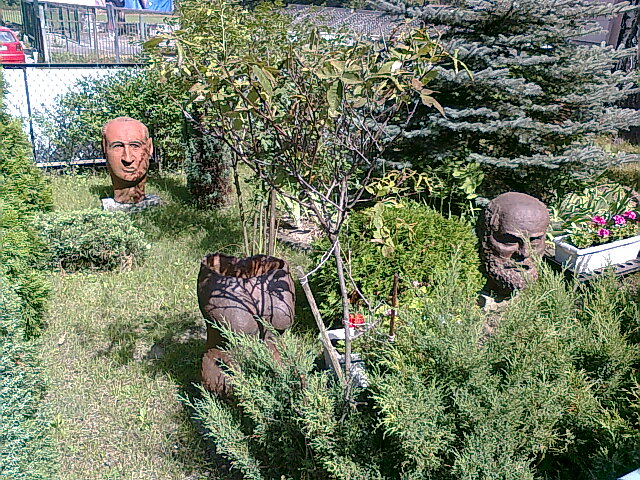
Rzeźba osób głuchoniewidomych

Głuchoślepota – równoczesne, poważne uszkodzenie słuchu i wzroku. Osoba głuchoniewidoma ma duże trudności w poruszaniu się i komunikowaniu z otoczeniem. Korzysta z pomocy przewodnika, używa m.in. alfabetu Lorma. Osoby głuchoniewidome mogą się również porozumiewać zmodyfikowanym alfabetem migowym (ang. tactile signing; miganie dotykowe), dotykając rąk rozmówcy podczas rozmowy, w celu rozpoznania znaków. Symbolem osób głuchoniewidomych jest laska w biało-czerwone pasy.
Głuchoniewidomych dzieli się według:
1. stopnia uszkodzenia zmysłów słuchu i wzroku,
2. okresu życia, w którym głuchoślepota wystąpiła.

Dlatego też wyróżnia się osoby:
1. głuchoniewidome z równoczesną, całkowitą głuchotą i ślepotą (jest ich od 3% do 6% w populacji wszystkich głuchoniewidomych, najmniejsza grupa)
2. głuchoniewidome z całkowitą głuchotą i słabowzrocznością (ok. 20% populacji głuchoniewidomych)
3. głuchoniewidome z niedosłuchem i całkowitą ślepotą (ok. 20% populacji głuchoniewidomych)
4. głuchoniewidome z niedosłuchem i słabowzrocznością (ok. 50% populacji głuchoniewidomych, najliczniejsza grupa).

## Głuchoślepota w Polsce
Pomocą osobom głuchoniewidomym w Polsce zajmuje Towarzystwo Pomocy Głuchoniewidomym, Towarzystwo szacuje, że w Polsce żyje około 7-8 tysięcy osób głuchoniewidomych, z których część z tą niepełnosprawnością się urodziła, a inni nabyli ją w trakcie życia w wyniku różnych chorób (w tym genetycznych), urazów lub starości.